# Symplocos longipes
Symplocos longipes är en tvåhjärtbladig växtart som beskrevs av Cyrus Longworth Lundell. Symplocos longipes ingår i släktet Symplocos och familjen Symplocaceae. Inga underarter finns listade i Catalogue of Life.